# Adlercreutzia
Adlercreutzia es un género de bacterias grampositivas de la familia Eggerthellaceae. Fue descrito en el año 2008. Su etimología hace referencia al profesor finlandés H. Adlercreutz. Son bacterias anaerobias estrictas e inmóviles. En general, se encuentran en la microbiota intestinal de ratones y de humanos.

## Taxonomía
Actualmente contiene 9 especies descritas:
- Adlercreutzia agrestimuris
- Adlercreutzia aquisgranensis
- Adlercreutzia caecicola
- Adlercreutzia caecimuris
- Adlercreutzia equolifaciens
- Adlercreutzia hattorii
- Adlercreutzia mucosicola
- Adlercreutzia muris
- Adlercreutzia rubneri